# ТЕС Кхулна (BPDB)
22°52′3″ пн. ш. 89°32′20″ сх. д. / 22.86750° пн. ш. 89.53889° сх. д.
ТЕС Кхулна (BPDB) – теплова електростанція на заході Бангладеш, яка належить державній компанії Bangladesh Power Development Board (BPDB).
В 1973 та 1984 роках на майданчику станції ввели в експлуатацію дві парові турбіни потужністю 60 МВт та 110 МВт відповідно.
Станом на 2009 рік більш стара турбіна з показником 60 МВт вже три роки як була виведена з експлуатації, оскільки потребувала капітального ремонту. У відповідності до звітів BPDB, вона так і не повернулась до складу генеруючих потужностей.
У 2010-х роках ТЕС доповнили парогазовим блоком комбінованого циклу потужністю 225 МВт, в якому одна газова турбіна потужністю 150 МВт (стала до ладу в 2013-му) живить через котел-утилізатор одну парову турбіну з показником 75 МВт (введена в експлуатацію в 2016-му). Для видалення продуктів згоряння з котла-утилізатора його обладнали димарем висотою 45 метрів.
У певний момент для покриття зростаючого попиту на електроенергію в Бангладеш почали широко використовувати практику оренди генеруючих потужностей – державна BPDB укладала угоди із приватними компаніями, які розміщували на майданчиках існуючих теплоелектростанцій генеруючі установки на основі двигунів внутрішнього згоряння, котрі могли бути швидко змонтовані, а в майбутньому демобілізовані. Зокрема, в 2010-му на ТЕС Кхулна запустили орендний майданчик потужністю 55 МВт від компанії Aggreko. А в 2011-му тут стали до роботи 7 генераторних установок Wärtsilä 18V46 загальною потужністю 115 МВт від компанії United Power, відомі як KPCL II. В обох випадках первісний контракт мав тривалість у 5 років, проте станом на 2019 рік обидва орендні майданчики продовжували роботу.
Станція традиційно використовувала нафтопродукти. Восени 2020-го парогазовий блок також отримав змогу використовувати природний газ, який повинні подавати по трубопроводу Бхерамара – Кхулна.
Для охолодження використовують воду із річки Бхейраб (один з рукавів дельти Ганга), на березі якої розташований майданчик ТЕС.
Видача продукції відбувається по ЛЕП, розрахованим на роботу під напругою 230 кВ та 132 кВ.
Можливо також відзначити, що біч-о-біч із належною BPDB ТЕС Кхулна працює розміщена на баржах ТЕС компанії KPCL (саме вона відома як KPCL I).